# Gle Bale
Gle Bale är en kulle i Indonesien.   Den ligger i provinsen Aceh, i den västra delen av landet, 1 800 km nordväst om huvudstaden Jakarta. Toppen på Gle Bale är 179 meter över havet.
Terrängen runt Gle Bale är varierad. Havet är nära Gle Bale åt sydväst.Runt Gle Bale är det ganska glesbefolkat, med 43 invånare per kvadratkilometer.